# Michael Roes

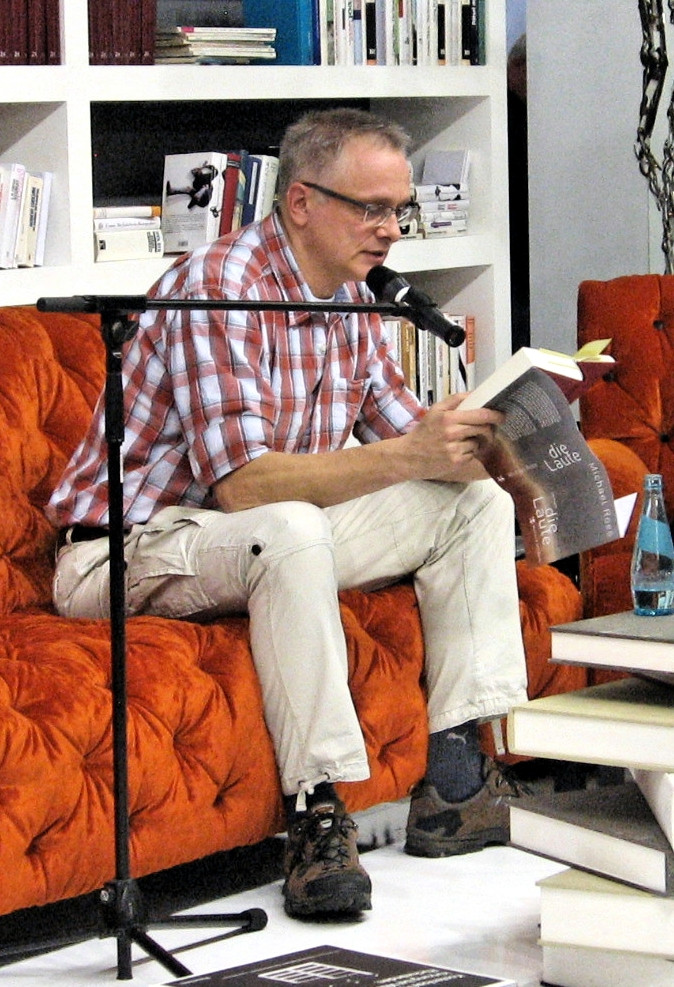
Michael Roes leest voor op de Frankfurter Buchmesse (2012)

Michael Roes (Rhede (Westfalen), 7 augustus 1960) is een Duitse schrijver, romancier, dichter, essayist, publicist, antropoloog en filmregisseur.

## Levensloop
Michael Roes bracht zijn jeugd door in Bocholt. Na zijn middelbare school studeerde hij psychologie, filosofie en Duitse taalwetenschap aan de Freie Universität Berlin, waar hij afstudeerde in de psychologie.
Van 1987 tot 1989 was hij assistent-regisseur en -dramaturg verbonden aan het Berlijnse Schaubühne en aan de Münchner Kammerspiele.
Daarna verbleef hij tijdelijk voor studiedoeleinden in de Negev woestijn. In 1991 promoveerde Roes met een onderzoeksproject Isaak, en werd doctor in de filosofie.
In 1993 was Michael Roes fellow van het Collegium Budapest. In het kader van een etnologisch onderzoeksproject bracht hij een jaar (1994/1995) door in Jemen. Hij verwerkte de in Jemen verrichte etnologische studie in de roman Rub' al-Khali. In de jaren daarna reisde Michael Roes met name naar de Verenigde Staten en verbleef gedurende langere tijd in New York, waar hij werkte aan zijn roman Der Coup der Berdache en zijn literaire reis-essay Haut des Südens. In 2000 regisseerde hij in New York en in Jemen zijn eerste speelfilm Someone is Sleeping in my Pain, een Arabische versie van Macbeth. Vervolgens reisde hij diverse malen voor lange tijd naar Algerije. Hier ontstonden onder andere de roman Weg nach Timimoun, de film Stadt des Glücks, een documentaire over het dagelijkse leven van de Algerijnse jeugd, en de tweede speelfilm van Roes Timimoun, een Algerijnse Orestie.
Als gastdocent aan de Central European University in Boedapest werkte Michael Roes samen met studenten in 2004 en 2006/2007 onder andere aan het filmproject Elevation. Vervolgens verbleef hij gedurende drie maanden in Nanjing, waar hij werkte aan de roman Die Fünf Farben Schwarz, die in de herfst 2009 verscheen.
Van 2012 tot 2013 was Michael Roes als Research Fellow verbonden aan het internationale college voor onderzoek Verflechtungen von Theaterkulturen aan de Freie Universität Berlin. Hij is lid van het PEN-Zentrum Deutschland.

## Publicaties
Michael Roes richt zijn focus voortdurend op de interactie met vreemdelingen. In zijn literaire en filmische werken houdt hij zich kritisch bezig met de zeer uiteenlopende culturen, van de Noord-Amerikaanse Indianen in de roman Der Coup der Berdache, via het tegenwoordige China in Die Fünf Farben Schwarz, de Welshe mythen in Lleu Llaw Gyffes, tot de islamitische wereld in de romans Rub’ al-Khali / Leeres Viertel, Weg nach Timimoun, Nah Inverness en Geschichte der Freundschaft. Syncretisme en experimenteerzin zijn rode draden in zijn werk.
- In de roman Rub’ al-Khali / Leeres Viertel, gepubliceerd in 1996, is de hoofdpersoon een antropoloog, die in Jemen traditionele kinderspellen en -dansen wil onderzoeken. In zijn dagboek staan naast elkaar: zijn reisverslag, de waarnemingen van de dag en de reflecties over het spel. Door de roman loopt als een verdere verhaallijn het dagboek van Alois Ferdinand Schnittke, de reiziger naar Jemen, in het begin van de 19e eeuw. Het verhaal van Schnittke wordt gekenmerkt door zijn gevoeligheid voor de lokale gebruiken en zijn verlichte houding jegens de Arabische wereld. Beide dagboeken zijn sterk met elkaar verweven.[3]

- In de gedichtenbundel Durus Arabij, Arabische Lektionen (1997) geeft Michael Roes een intercultureel klankbeeld weer. De Israëlische componist Amos Elkana zette 13 gedichten van deze verzameling op muziek.[4]

- Het in 2004 gepubliceerde Nah Inverness verwerkt ook corresponderende verhaallijnen uit twee dagboeken. Hal Dumblatt, een Amerikaanse regisseur, is bezeten van zijn plan van een Macbeth-verfilming met Jemenitische stammenkrijgers als acteurs. De tweede verhaallijn vertoont berichten van Ahmed, een Jemenitische officier, die de filmcrew begeleidt, en mogelijk de Jemenitische geheime dienst informeert. - De in de roman beschreven handelingen berusten op authentieke ervaringen: in 2000 reisde Michael Roes met een kleine filmcrew naar Jemen, om daar zijn versie van Macbeth met de titel Someone is Sleeping in my Pain (2001) op te nemen.[5]

- Van 2003 tot 2006 werkte Michael Roes aan een volgend dubbelproject: Timimoun. Uit diverse reizen naar Algerije ontstond eerst de documentaire Stadt des Glücks (City of Happiness 2003 / 2004)[6] en de speelfilm Timimoun (2004 / 2005), een Algerijnse roadmovie, gebaseerd op de Griekse mythen over Agamemnon en Orestes.[7]

- De roman Weg nach Timimoun (2006) volgt in hoge mate het draaiboek en vertelt de geschiedenis van Laid, een jonge fotograaf, die door zijn zuster Assia dringend opgeroepen wordt de moord op haar vader door haar moeder te wreken. Met zijn vriend Nadir onderneemt hij de avontuurlijke weg van de stad Bejaia aan de kust naar de woestijn.[8]

- Als gastprofessor aan de Central European University (CEU) in Budapest nam Roes in 2006 samen met de beide hoofdrolspelers van Timimoun zijn derde speelfilm Elevation op. Het draaiboek berust op Roes’ eerste toneelstuk Aufriss (Eerste opvoering in het theater van de stad Koblenz 1992). Deze toont met sobere zwartwitbeelden de uitweg loze situatie van twee vluchtelingen aan de grenzen van Europa.[9]

- In 2009 publiceert Michael Roes Die Fünf Farben Schwarz, zijn roman over China, die verhaalt over de reis naar Nanjing van Viktor Holz, professor retorica uit Leipzig. Het verhaal beschrijft kruiselings: de herinneringen en reflecties van de ik-verteller en een filosofisch essay in 59 onderdelen over de dood en een veelheid van waarnemingen over het dagelijkse leven in China.[10]

- In de roman Geschichte der Freundschaft (2010) keert Roes naar Algerije terug en vertelt de geschiedenis van de vriendschap tussen Matthias, een Berlijnse arts, en de Algerijnse student Yanis, een zowel emotioneel als cultureel uiterst moeilijke relatie tussen twee mannen uit volledig verschillende werelden. Zij proberen het onmogelijke te leven: een ontmoeting met de vreemdeling, zonder het vreemde af te nemen.[11]

- Vanuit twee aspecten, omkaderd door de bijna-dood-ervaring, van een bergaf razende fietser aan de oever van de Weichsel, vertelt Michael Roes in Die Laute het verhaal van de Jemenitische jongen Asis. Het ene beschrijft de schooltijd van de jongen Asis in Aden, het ontwaken van de gebarendichter. Het andere vertelt Asis zelf over zijn werk aan de opera over de wedstrijd tussen Apollo en de faun Marsyas. Hij woont in het industriegebied Nowa Huta van Krakau, heeft enkele jaren bij de Poolse componist Adam Twardowski gestudeerd en sorteert ’s nachts op het vliegveld luchtvracht. – “Asis hoort met zijn hele lichaam. In zijn opera verdichten zich de brute frequenties tot marsyalische muziek. Roes ontwerpt gebarenpoëzie over schrik, brengt het mythische materiaal weer ‘als missie’. De roman leidt tot oer vertelscenes en het gegrepen-zijn”, schrijft Hans Hütt in taz.[12] – De roman werd in 2012 genomineerd voor de Duitse Boekprijs.

- Net als in de roman Die fünf Farben Schwarz speelt zich Die Legende von der Weißen Schlange in Nanjing af, maar deze keer staat de 20-jarige toneelspeler, breakdancer, skater en graffitikunstenaar Jian in het middelpunt van de belangstelling. “Door hem verkrijgt de lezer een indruk van de verschuivingen in het moderne China, dat tussen traditie en het moderne zijn weg nog moet vinden”, verklaart Tobias Schmidt in literatuurkritik.de. “Dat deze roman niet in cliché-achtige beelden en beschrijvingen uitmondt, is de verdienste van de hoog reflexieve schrijfwijze van Michael Roes, zoals die in al zijn boeken soeverein om algemeenheden en generaliseringen heen navigeert en daarmee bekende en nieuwe perspectieven verbindt."[13]

- “Een Pruisische liefdesgeschiedenis” noemt Michael Roes zijn biografische roman Zeithain over Hans Hermann von Katte, de vriend van de Pruisische kroonprins Friedrichs. Dat deze geschiedenis noch opnieuw historisch verheerlijkt, noch romantische kitsch werd, ligt aan de vertelwijze van “Zeithain”: In een eigentijdse omgeving is de ik-verteller Philip Stanhope is in het bezit van enkele brieven van Katte gericht aan zijn tante Melusine von der Schulenburg. Hij gaat op zoek naar de plaatsen die bepalend voor Katte geweest zijn. Zijn huidige belevenissen vermengen met het door de grote kalmte van de schrijver, nu eens auctorieel, dan weer vanuit het ik-perspectief, met het verhaal over de levensloop van Katte. Daarbij is het spoorzoeken in werkelijkheid een zoektocht naar zichzelf. “En op merkwaardige wijze is het juist de tegenwoordige tijd van Philip Stanhope, die magisch beladen en soms sprookjesachtig in nevelen gehuld wordt, terwijl de eigenlijke geschiedenis van Hans Hermann von Katte helder, rationeel en onbevoordeeld verteld wordt,” geeft Veit Schubert voor het tijdschrift Mannschaft als commentaar.[14] “Het kunststuk is Roes gelukt,” schrijft Judith von Sternburg in de Frankfurter Rundschau, “Katte een voor hem adequate, in ieder geval voor hem en zijn positie als verteller overtuigende taal te geven. Nuchter zoals hij zelf is, opmerkzaam waarnemend, waarbij Katte zelf niet merkt hoe gevoelig hij is. Zeihain is een autobiografie, in real time zoals een dagboek.”[15]

In alle romans en films werden interculturele ontmoetingen als uiterst complex en fragiel geschetst. Aan het denken van Michael Roes ligt de overtuiging ten grondslag dat wat mensen aan gemeenschappelijke ervaringen met elkaar delen, groter is dan dat wat zij van elkaar scheidt. Om elkaar te begrijpen kunnen taal en cultuur een belemmering vormen, maar onze ervaringen van ons fysieke gevoelens reiken dieper: “De oorzaken voor het verschil liggen niet in de intellectuele vermogens, maar in de verschillende talen,” zo staat het in Leeres Viertel. “Toch kunnen we ons verstaanbaar maken. Gemeenzaam hebben we immers ons lichaam. Culturen ontmoeten elkander niet, maar gezichten, geruchten en stemmen wel.”
Naast ras en geslacht, gender en de problematiek van het offeren van en zoon, thematiseert hij in zijn essays (Krieg und Tanz, Berlijn 2007; Perversion und Glück, Berlijn 2007, Engel und Avater, Berlijn 2011), ook telkens weer de geldings- en objectiviteitsaanspraak van de wetenschappelijke literatuur. In een karakteristieke postmoderne vorm verwijdert hij de grenzen van wetenschap en literatuur en wijst hij op bedenkelijkheid van eenheidsmodellen en op de meervoudige toestand van de werkelijkheid.
Met Spunk voltooide Roes in 2023 een ontwikkelingsroman van een jonge homofiele dakdekker-gezel die in de jaren zeventig van de 20ste eeuw, een driejarige leertocht maakte.

## Lijst van publicaties
- Lenau. Materialien. Bocholt 1989.
- Aufriß. Stück. Bad Homburg v.d.H. 1990.
- Tischsitten. Stück. Bad Homburg v.d.H. 1991.
- Jizchak. Versuch über das Sohnesopfer. Essay. Gatza, Berlin 1992, ISBN 3-928262-73-4.
- Jizchak. Versuch über das Sohnesopfer. Essay. Matthes & Seitz, Berlin 2005, ISBN 3-88221-711-1.
- Cham. Ein Symposion. Gatza, Berlin 1993, ISBN 3-928262-16-5.
- Lleu Llaw Gyffes. Roman. Gatza, Berlin 1994, ISBN 3-928262-35-1.
- Rub’ al-Khali – Leeres Viertel. Roman. Gatza bei Eichborn, Frankfurt am Main 1996, ISBN 3-8218-0639-7.
- Rub’ al-Khali – Leeres Viertel. Invention über das Spiel. Matthes & Seitz, Berlin 2010, ISBN 978-3-88221-708-7.
- Leeg Kwartier - Rub’ al-Khali. (vertaald uit het Duits in het Nederlands door Nelleke van Maaren). Arbeiderspers, Amsterdam 2001, ISBN 9789029535748.
- Madschnun al-Malik / Der Narr des Königs. Ein Schelmenstück. Gatza bei Eichborn, Frankfurt am Main 1997, ISBN 3-8218-0653-2.
- Durus arabij / Arabische Lektionen. Gedichte. Eichborn, Berlin/ Frankfurt am Main 1997, ISBN 3-8218-0664-8.
- Der Coup der Berdache. Roman. Berlin Verlag, Berlin 1999, ISBN 3-8270-0313-X.
- Haut des Südens. Eine Mississippi-Reise. Berlin Verlag, Berlin 2000, ISBN 3-8270-0366-0.
- David Kanchelli. Roman. Berlin Verlag, Berlin 2001, ISBN 3-8270-0393-8.
- Nah Inverness. Roman. Matthes & Seitz, Berlin 2004, ISBN 3-88221-710-3.
- Kain. Elegie. Gedichte. Matthes & Seitz, Berlin 2004, ISBN 3-88221-709-X.
- Weg nach Timimoun. Roman. Matthes & Seitz, Berlin 2006, ISBN 3-88221-864-9.
- Krieg und Tanz. Reden / Gespräche / Aufsätze. Matthes & Seitz, Berlin 2007, ISBN 978-3-88221-880-0.
- Perversion und Glück. Poetikvorlesungen. Matthes & Seitz, Berlin 2007, ISBN 978-3-88221-898-5.
- Ich weiß nicht mehr die Nacht. Roman. Matthes & Seitz, Berlin 2008, ISBN 978-3-88221-707-0.
- Die fünf Farben Schwarz. Roman. Matthes & Seitz, Berlin 2009, ISBN 978-3-88221-648-6.
- Geschichte der Freundschaft. Roman. Matthes & Seitz, Berlin 2010, ISBN 978-3-88221-534-2.
- mit Hinderk Emrich: Engel und Avatar. Matthes & Seitz, Berlin 2011, ISBN 978-3-88221-580-9.
- Die Laute. Roman. Matthes & Seitz, Berlin 2012, ISBN 978-3-88221-986-9.
- mit Rachid Boutayeb: Der eifersüchtige Gott. Alibri Verlag, Aschaffenburg 2013, ISBN 978-3-86569-165-1.
- Die Legende von der Weißen Schlange. Roman. Matthes & Seitz, Berlin 2014, ISBN 978-3-88221-194-8.
- mit Hinderk Emrich: Einige widersprüchliche Anmerkungen zur Vergeblichkeit der Liebe: Ein Gespräch. Alibri Verlag, Aschaffenburg 2015, ISBN 978-3-86569-186-6.
- Zeithain. Roman. Schöffling & Co., Frankfurt am Main 2017, ISBN 978-3-89561-177-3.
- mit Markus Daum: Der Körper des Fremden in Halb Inner Halb Ausser Halb, Bd. 2, modo Verlag, Freiburg i. B. 2018, ISBN 978-3-86833-235-3.
- Herida Duro. Roman. Schöffling & Co., Frankfurt am Main 2019, ISBN 978-3-89561-178-0.
- Melancholie des Reisens. Essays. Schöffling & Co., Frankfurt am Main 2020, ISBN 978-3895611797.
- Der Traum vom Fremden. Roman. Albino Verlag, Berlin 2021, ISBN 978-3-86300-323-4.
- Lesebuch Michael Roes. Anthologie. Aisthesis Verlag, Bielefeld 2022, ISBN 978-3-8498-1836-4.
- Tod in Aden. (Jemen-Trilogie. Bd. 1). Roman. KDP 2023, ISBN 979-8-38591-647-4.
- Die Juden von Raidah. (Jemen-Trilogie. Bd. 2), Roman. KDP 2023, ISBN 979-8-39277-188-2.
- Der blinde Regisseur. (Jemen-Trilogie. Bd. 3), Roman. KDP 2023, ISBN 979-8-38728-816-6.
- Spunk. Roman. Albino Verlag, Berlin 2023, ISBN 978-3-86300-361-6.

## Theater
- Aufriss. Theater der Stadt Koblenz, 1992.
- Cham. Schauspielhaus Köln 1993.
- Madschnun Al-Malik. Schauspielhaus Düsseldorf, 1998.
- Durus Arabij. Berliner Festwochen, 1998.
- Kain. Elegie Hebbel Theater, Internationales Poesie Festival Berlin, 2004.
- Der Coup der Berdache. Palast der Republik, Berlin, 2004.

## Radio-opnames
- Ein kurzer Sommer in Tichy. Tagebuch einer Reise in die rebellische Kabylei. Radiofeature, SWR Baden-Baden, WDR Köln, 2003.
- Der Internetharem. Radiofeature. WDR, Köln 2005.
- Weg nach Timimoun. Radiofeature. SWR, 2007.

## Filmografie
- Abdallah und Adrian. Documentaire film, Jemen 1996.
- Someone is Sleeping in My Pain. Feature-Speelfilm, Jemen / USA 2000.
- City of Happiness. Documentaire film, Algerije 2003/2004
- Phaidra.Remade, Filmessay, Hongarije 2004.
- Timimoun. Speelfilm, Algerije 2004/2005
- Elevation. Speelfilm, Hongarije 2006.
- Breakdance in China. Documentaire film, China 2007/2012
- Bardo. Speelfilm, Tunesië 2016[18]

## Stipendia en prijzen
- 1991, 2007/2008: Jahresstipendium des Deutschen Literaturfonds
- 1993: Else-Lasker-Schüler-Dramatikerpreis (Stückepreis)
- 1994-1995: Fellowship am Wissenschaftskolleg zu Budapest
- 1995, 2000, 2005: Stipendien der Stiftung Preußische Seehandlung
- 1997: Literaturpreis der Stadt Bremen
- 1998: Mitglied im PEN-Zentrum Deutschland
- 2004: Stipendium der Niederländisch-Deutschen Kulturstiftung
- 2006: Alice Salomon Poetik Preis der Alice Salomon Hochschule Berlin Berlin[19]
- 2007: China-Stipendium des Auswärtigen Amtes[20]
- 2011: Stipendium der Stiftung für deutsch-polnische Zusammenarbeit (Villa Decius, Krakau)
- 2012: Poet in Residence des DAAD in Kabul, Afghanistan
- 2012: / 2013 Research Fellow am Internationalen Forschungskolleg Verflechtungen von Theaterkulturen der Freien Universität Berlin
- 2012: Nominierung des Romans Die Laute für den Deutschen Buchpreis[21]
- 2013: Spycher: Literaturpreis Leuk mit Mircea Cărtărescu[22]
- 2018: / 2019 37. Poetikdozentur der Universität Paderborn[23]
- 2020: Margarete-Schrader-Preis für Literatur[24]
- 2020: Annette-von-Droste-Hülshoff-Preis[25]
- 2021: Poet in Residence an der Universität Duisburg-Essen[26]
- 2022: Alfred-Döblin-Stipendium der Akademie der Künste zu Berlin[27]